# Połowite
Połowite (niem. Pollwitten) – osada w Polsce położona w województwie warmińsko-mazurskim, w powiecie ostródzkim, w gminie Małdyty.
W latach 1975–1998 miejscowość administracyjnie należała do województwa olsztyńskiego.
W pobliżu przebiega stara linia kolejowa Dzierzgoń – Połowite – Małdyty (aktualnie nieużytkowana).
Wieś wzmiankowana w dokumentach z roku 1271 i 1276, jako wieś pruska na 14 włókach. Pierwotna nazwa Palawiten wywodzi się z języka pruskiego. W roku 1782 we wsi odnotowano 9 domów (dymów), natomiast w 1858 w 7 gospodarstwach domowych było 58 mieszkańców. W latach 1937–1939 było 465 mieszkańców.
W roku 1973 jako majątek i stacja PKP, Połowite należały do powiatu morąskiego, gmina Małdyty, poczta Połowite.
W miejscowości był przystanek kolejowy Połowite.